# Vatnahryggur (ås i Island, lat 65,92, long -14,77)
Vatnahryggur är en ås i republiken Island. Den ligger i regionen Austurland, 400 km nordost om huvudstaden Reykjavík.